# Le Mystère des sept cadrans
Pour plus de détails, voir Fiche technique et Distribution.
Le Mystère des sept cadrans (Seven Dials Mystery) est un téléfilm britannique réalisé par Tony Wharmby, diffusé le 8 mars 1981 sur la LWT au Royaume-Uni. Il est adapté du roman Les Sept Cadrans d'Agatha Christie, mettant en scène le Superintendant Battle.
En France, le téléfilm a été diffusé dans le cadre du Club des télévisions du monde le 4 avril 1983 sur Antenne 2. Rediffusion le 8 mai 1986 sur Antenne 2. Rediffusion le 1er mars 1995, sur France 3.

## Fiche technique
- Titre original : Seven Dials Mystery
- Réalisation : Tony Wharmby
- Scénario : Pat Sandys, d'après le roman Les Sept Cadrans d'Agatha Christie
- Décors : Bryan Bagge et Colin Monk
- Costumes : Penny Lowe
- Montage : Geoff Beames et Ray Helm
- Musique : Joseph Horovitz
- Production : Jack Williams
- Production déléguée : Tony Wharmby
- Société de production : London Weekend Television
- Société de distribution : London Weekend Television (LWT) (Royaume-Uni)
- Pays d’origine : Royaume-Uni
- Langue originale : anglais
- Format : couleur — 35 mm — 1,33:1 — Mono
- Genre : Téléfilm policier
- Durée : 130 minutes
- Dates de sortie :
  -  Royaume-Uni : 8 mars 1981

## Distribution
- John Gielgud : marquis de Caterhan
- Harry Andrews : Superintendant Battle
- Cheryl Campbell : Lady Eileen 'Bundle' Brent
- James Warwick : Jimmy Thesiger
- Joyce Redman : Lady Coote
- Leslie Sands : Sir Oswald Coote
- Lucy Gutteridge : Lorraine Wade
- Terence Alexander : George Lomax
- Rula Lenska : Comtesse Radzsky
- Christopher Scoular : Bill Eversleigh
- James Griffiths : Rupert 'Pongo' Bateman
- Brian Wilde : Tredwell
- Hetty Baynes : Vera
- John Vine : Ronny Devereux
- Robert Longden : Gerry Wade
- Jacob Witkin : Mr. Mosgorovsky
- Sandor Elès : Compte Andras
- Norwich Duff : Howard Phelps
- Noel Johnson : Sir Stanley Digby
- Charles Morgan : Dr Cartwright
- Thom Delaney : Terence O'Rourke
- Lynne Ross : Nancy
- Roger Sloman : Stevens
- John Price : Alfred
- Sarah Crowden : Helen
- Douglas W. Iles : John Bauer

## Production
Après le succès de Why Didn't They Ask Evans ? en 1980, London Weekend Television décide d'adapter le roman Les Sept Cadrans. La même équipe technique travaille sur l'adaptation, John Gielgud et James Warwick réintègrent le casting, et le téléfilm est diffusé le 8 mars 1981. Le téléfilm est très fidèle au roman.